# Hygrohypnum fontinaloides
Hygrohypnum fontinaloides là một loài rêu trong họ Amblystegiaceae. Loài này được P.C. Chen mô tả khoa học đầu tiên năm 1955.